# Nederduitse Gereformeerde Kerk (Calvinia)
De Nederduitse Gereformeerde Kerk van Calvinia is een kerkgebouw van de Nederduitse Gereformeerde Kerk in Calvinia, Zuid-Afrika, gebouwd in 1899 en in 1982 tot Nasionale Gedenkwaardigheid verklaard. Het neogotische gebouw in het naar Calvijn genoemde dorp staat op de hoek van de Malan- en De Villiersstraat.
De eerste kerk van de gemeente werd gebouwd in 1849. Twee jaar later werd een pastorie gebouwd voor de eerste predikant ds. Hofmeyr, die 99 jaar heeft dienstgedaan.